# La plaga de los zombis
La plaga de los zombis (en inglés: The Plague of the Zombies) es una película británica de 1966 producida por Hammer Productions y Seven Arts, fue dirigida por John Gilling y protagonizada por André Morell, John Carson, Jacqueline Pearce, Brook Williams y Michael Ripper.
Las imágenes de la película influyeron en muchas películas posteriores del género zombi.

## Trama
En una aldea de Cornualles en agosto de 1860, los habitantes de la ciudad están muriendo a causa de una misteriosa plaga que parece extenderse a un ritmo acelerado. Ni siquiera el médico local, Peter Tompson (Brook Williams), puede combatir la enfermedad. Alarmado Tompson pide ayuda externa a su amigo Sir James Forbes (André Morell), quien esta acompañado de su hija Sylvia (Diane Clare).
En un intento por aprender más sobre la enfermedad, Sir James y Peter desentierran los cadáveres que fueron enterrados recientemente pero para su sorpresa los hombres encuentran todos los ataúdes vacíos. Al realizar más investigaciones sobre el misterio, los médicos se encuentran con zombis que caminan cerca de una mina de estaño vieja y desierta en la finca de Squire Clive Hamilton (John Carson). 
Sir James está informado de que el escudero vivió en Haití durante varios años y practicó rituales vudú, así como magia negra. Esta información lo lleva a investigar sobre el tema de las artes negras.
Más tarde esa noche, Squire Hamilton visita a Sylvia. A propósito, Hamilton logra romper una copa de vino y Sylvia se corta el dedo en uno de los bordes afilados de la copa. En secreto, el Escudero oculta un trozo de vidrio manchado de sangre en el bolsillo de su abrigo y se marcha. Con un vestigio de la sangre de Sylvia, Hamilton usa su magia vudú para atraer a la heroína a aventurarse en el bosque oscuro. Un ejército de zombis andantes la lleva a la mina de estaño abandonada para una ceremonia vudú que la transformará en uno de los muertos vivientes. Se revela que Hamilton y su grupo hicieron esto con el fin de crear trabajadores para extraer la lata y ganar dinero con ella.
Mientras Peter sigue a Sylvia a las minas, Sir James investiga la casa del Escudero y encuentra unas pequeñas figuras en los ataúdes que el Escudero usa para su vudú. Después de una pelea con uno de los secuaces del Escudero, la habitación se incendia accidentalmente, Sir James apenas logra escapar después de amenazar a un sirviente que se da cuenta del infierno para obtener información sobre la mina. Corre a las minas para unirse a Peter, mientras que en la mansión las figuras de los ataúdes se incendian, lo que hace que sus homólogos zombis hagan lo mismo y se vuelvan locos. Utilizando la distracción causada por los zombis enloquecidos, Sir James y Peter rescatan a Sylvia y huyen de las llamas mientras escuchan los angustiados gritos de Hamilton y sus zombis; así se acaba la plaga.

## Elenco
- André Morell como Sir James Forbes
- Diane Clare como Sylvia Forbes
- Brook Williams como el Dr. Peter Tompson
- Jacqueline Pearce como Alice Mary Tompson
- John Carson como Squire Clive Hamilton
- Alexander Davion como Denver (como Alex Davion)
- Michael Ripper como el sargento Jack Swift
- Marcus Hammond como Tom Martinus
- Dennis Chinnery como Constable Christian
- Louis Mahoney como Sirviente de color
- Roy Royston como vicario
- Ben Aris como John Martinus
- Tim Condren como sangre joven
- Bernard Egan como sangre joven
- Norman Mann como sangre joven
- Francis Willey como sangre joven
- Jerry Verno como propietario

## Producción
La producción de la película comenzó el 28 de julio de 1965 en Bray Studios. Fue filmado de manera consecutiva con The Reptile usando los mismos sets, un pueblo de Cornualles creado en el backlot por Bernard Robinson.
Pearce y Ripper aparecieron en ambas películas.
La película se estrenó en algunos mercados en un largometraje doble con Dracula: Prince of Darkness.

## Recepción

### Taquilla
Las películas necesitaban ganar $ 1.5 millones en alquileres para cubrir los gastos, pero ganó 2,34 millones de dólares en alquileres, por lo que obtuvo una ganancia.

### Recepción de la crítica
La plaga de zombis ha sido bien recibida por la crítica. 
- Una revisión contemporánea en Variety lo llamó un programador de terror bien hecho con guiones de fórmulas[6]

- The Monthly Film Bulletin declaró: El mejor Hammer Horror durante bastante tiempo, con muy pocos de los lapsos de crudeza que suelen ser parte integrante del trabajo de esta compañía ", y agrega. Visualmente la película es espléndida, con decorados elegantemente diseñados y tanto los interiores como los exteriores filmados en colores apagados y agradables; y el guión maneja bastantes trazos poco convencionales."[7]

Entre las evaluaciones más recientes:
- AllMovie la calificó como una obra de terror atmosférico y espeluznante que se encuentra entre las mejores de Hammer Films.[8]

- Time Out London escribió, quizás un poco dócil en estos días, en comparación con el moderno gore-shock, pero el enfriador Hammer de Gilling [...] es altamente atmosférico,[9] mientras que The Hammer Story: The Authorized History of Hammer Films escribió: Se ha hablado mucho de la influencia de La plaga de los zombis en el hito del género Night of the Living Dead , realizado en 1968. Un experimento único e impactante para impulsar los parámetros de Hammer Horror, The Plague of the Zombies merece un mayor reconocimiento por derecho propio.

- The Zombie Movie Encyclopedia, el académico Peter Dendle lo llamó una película de zombis bien actuada y producida con capacidad que influiría en la representación de los zombis en muchas otras películas.

- Radio Times le dio a la película cuatro estrellas y la llamó el mejor trabajo de John Gilling.[10]

Actualmente tiene una calificación de aprobación del 82% en el sitio web del agregador de reseñas de películas Rotten Tomatoes basado en 11 reseñas.